# Nele Ströbel
Nele Ströbel (* 1957 in Stuttgart) ist eine deutsche Bildhauerin.

## Leben
Nele Ströbel ist die Tochter des Architekten Dieter Ströbel. Ihr Studium in keramischer Plastik und Bildhauerei absolvierte sie von 1979 bis 1984 an der Universität für angewandte Kunst Wien bei Maria Biljan-Bilger und Wander Bertoni. Nach dem Diplom und Magister Artium verbrachte sie 1985 ein Meisterjahr bei Oswald Oberhuber und Peter Weibel.
Seit 1985 lebt und arbeitet Ströbel in München. Sie unterrichtete als Gastprofessorin u. a. an der Universität der Künste Berlin und der Hochschule für angewandte Wissenschaften München. Der Schwerpunkt ihrer Arbeit liegt dabei im Bereich der künstlerischen Intervention in architektonischen Räumen.

## Stipendien / Preise
- 1976–81 Begabtenstipendium des österreichischen Bundesministeriums für Unterricht, Kunst und Kultur, Wien
- 1988 Debütanten, Kunstförderpreis des Bayerischen Staatsministeriums für Wissenschaft, Forschung und Kunst, München
- 1991 Blümling-Stipendium, Oberösterreich
- 1992 Villa Merkel / Bahnwärterhaus-Preis, Esslingen
- 1992 Werfen-Stipendium, Österreich
- 1994 Arbeitsstipendium des Landesateliers Salzburg
- 1995 erhielt Nele Ströbel den Designpreis des Landes Nordrhein-Westfalen im Bereich Kommunikationsdesign für das Redesign eines PCs. Diese Arbeit basierte auf ihrer bereits zehn Jahre zuvor im Siemens Design Studio München erarbeiteten Grundlagenstudie, die auch auf dem „World Design Congress“ in Washington D. C. und im Deutschen Architekturmuseum in Frankfurt a. M. gezeigt worden war.[3]
- 2002 Karl-Buchrucker-Preis für Bildende Kunst, München
- 2020 Stipendium für Kunst im öffentlicher Raum des Bayerischen Staatsministerium für Wissenschaft und Kunst München

## Arbeiten im öffentlichen Raum
- 1993/94 Trombe, Ruhrallee, Essen
- 1996/97 Kreuzblume, Rotkreuzkrankenhaus, München
- 1997/98 Landshuter Bogen, Klinikum, Landshut
- 1998/99 vogelwolke, Finanzgericht, München (Video-Dokumentation)
- 1999 Wunderbaum, Skulpturenweg, Obing am See
- 2000 REM-Terrakotten im Meditationsgarten, Friedhof Neubiberg
- 2001 guter stern, Polizeidienststelle, Wolfratshausen
- 2002 flottierende stel(l)e, Balkon EPO, München
- 2003 flottierende welle, REM-kissen EPO, Belvederepark, Wien
- 2005/06 Siebolds Hängende Gärten(3 Lufträume: viburnum, sinusknoten, trifolium), Universitätsklinikum Würzburg

## Ankäufe in öffentlichen Sammlungen
- Jüdisches Museum, Augsburg
- Kunsthalle Weishaupt, Ulm
- Rupertinum, Salzburg
- Artothek, München
- Pinakothek der Moderne (Neue Sammlung), München
- Diözesanmuseum Regensburg
- Kunstsammlung Werfen, Werfen/Österreich
- Sammlung Kunstverein, Bamberg
- Kunstsammlung EPO, Wien
- Kunst-Sammlung E.O.N, München

## Einzelausstellungen
- 1979: Tonkeile, Galerie Ana, München
- 1988: Der Berg steht auf, Galerie Posthof, Linz. Debutanten, Galerie der Künstler, München (Katalog)
- 1989: Sitzplatz/Stehplatz für einen Besucher, Kunstverein Bamberg
- 1990: Viadukt, KunstBetrieb, Dachau, (Video-Dokumentation)
- 1991: Aus dem runden Bogen, Kunstverein Rosenheim (Katalog)
- 1992: Tunnels, Bahnwärterhaus Villa Merkel, Esslingen. Regenzeit, Ladengalerie Lothringerstraße, München. Drei Mal Räume, Kaiserhof, RFL, Städtische Galerie, Landshut (Video-Dokumentation)
- 1993: Naumburgprojekt, Galerie in der Lutherkirche / Kirchentag, München (Video-Dokumentation). Havarie, Galerie Rössler (im Rahmen der open art), München (Katalog)
- 1994: nomad, Artothek, München
- 1995: stadt der töne, Galerie Karin Sachs, München (Katalog). stadteinwärts, Kunstverein Werfen bei Salzburg, Schloss Hirschbichl / Kunstverein Ebersberg (Video-Dokumentation). Skulpturen und Zeichnungen, Galerie im Griesbad, Ulm
- 1996: stadt der töne, Galerie Witzel, Wiesbaden
- 1998: REM – Eine Reise in verborgene Räume, Galerie Karin Sachs, München (Katalog)
- 2000: Reparaturen der Welt, Neues Stadtmuseum Landsberg (Katalog)
- 2001: hybridraum, Galerie Karin Sachs, München
- 2002: Reparaturen der Welt, Maximiliansforum, München (Buch, Video-Dokumentation). art & engineering, Oberste Baubehörde, München (Katalog). inside_out (eine sugar-cube-Installation), e.on / Piazza München (Katalog)
- 2003: art & engineering, EPA-Belvederepark, Wien.
- 2006/07: Hortus Conclusus, ein geistiger Raum wird zum Bild, DG Galerie in der Finkenstraße, München, Diözesanmuseum Regensburg, Diözesanmuseum Paderborn, Ev.-Theologische Fakultät der Universität Bonn (Katalog)
- 2007: Reparaturen der Welt – vor Ort, AWM Foyer, München.[4] Offene Mauern, Stefanskapelle, Regensburger Dom (Katalog)[5]
- 2008: Offene Mauern (mit Fotografien von Philip Schönborn), Stadtmuseum Murnau. Pop Up Studien, Pinakothek der Moderne (Neue Sammlung), München (Katalog). Hortus Conclusus, ein geistiger Raum wird zum Bild, Orangerie, Kloster St. Marienstern, Sachsen (Katalog)
- 2009: einkreisen / in alle richtungen, (Werkschau), Galerie Bayerische Landesbank, München (Katalog)
- 2010: Kreisender Hortus, kulturforum-herz-jesu.de, Köln
- 2010: Orte & Räume, Skulpturen, Zeichnungen, Installationen Galerie Pamme Vogelsang, Köln
- 2010: new orientals, Multimediale Stadtwanderungen durch Isfahan, Kairo und Damaskus, Oberste Baubehörde, München
- 2010: Kreuzungen, Isfahan / Damaskus / Kairo, eine Städte-Trilogie in Zeichen, Galerie von Maltzahn, München
- 2010: Hortus Conclusus, ein geistiger Raum wird zum Bild, Orangerie, Kloster St. Marienstern, (Katalog)
- 2011: kunst-koffer-gasteig, multimediale Raumarbeiten an wechselnden Orten, Gasteig München (Katalog)
- 2012: chittagong blues Rauminstallation aus Terrakotta, Zeichnung und Filmen, PUC-Kulturzentrum und Galerie Pamme-Vogelsang Köln
- 2013: chittagong blues Rauminstallation aus Terrakotta, Zeichnung und Filmen, KV Würzburg, Arte Noah, Europäisches Parlament Brüssel
- 2014: Urban Gardening, der Hortus Conclusus in Neukölln, ein begehbares Tagebuch, Städtische Galerie Deggendorf, BR-Alpha Kunstraum Film
- 2014: new orientals, Multimediale Stadtwanderungen durch Isfahan, Kairo und Damaskus, Kulturhaus Milbertshofen
- 2015: Der andere Garten, Galerie Pamme-Vogelsang, Köln
- 2016: Reparaturen der Welt / dessau remix, UBA, Dessau
- 2018: von Nomaden und Medusen, Galerie Pamme-Vogelsang, Köln
- 2019: mapping III, St Christophorus, 48 Stunden Neukölln, Berlin, (Katalog)
- 2020: Verdichtungen – ein Stadtgespräch, ein Kunstprojekt zur Resilienz der Künstlerschaft in Coronazeiten. Schlachthofviertel München[6]
- 2021: Verdichtungen & Einblicke, Arbeiten aus Holz und Terrakotta, Galerie Pamme-Vogelsang, Köln[7]

## Gruppenausstellungen (Auswahl)
- 1980: Favoriten, Wien, (Katalog)
- 1981: Keramiksymposium, St. Margarethen
- 1983: Holzsymposion, Wasserschloss Parz, Grieskirchen (Katalog)
- 1984: Panzer-Performance, Galerie Lang, Wien/KV Parz (Video-Dokumentation)
- 1986: hautnah, Künstlerwerkstatt Lothringerstraße, München
- 1988: Design Now, Architekturmuseum Frankfurt (Katalog)
- 1989: Stelen, Galerie Golart, München
- 1992: Speläologie, KV Werfen + Galerie im Traklhaus, Salzburg (Katalog)
- 1993: Junge Kunst, Galerie im Griesbad, Ulm
- 1994: Kunst im Quader, Alter Botanischer Garten (München)
- 1996: Sezession, Darmstädter Sezession (Katalog)
- 1996: Fluchtpunkt Lissabon, Die Bibliothek der Hertha Einstein-Nathorff, Gasteig. Goethe-Institut, München (Video-CD). Landshuter Bogen, KunstKreis, Landshut
- 1997: Sezession / Diatomeen-Raum, Kloster Seeon, Bayern
- 1998: REM-Reise / Wisse die Wege, KunstKreis, Landshut
- 1999: REM-Terrakotten, KV Ebersberg. Öffnungen, Städtische Galerie, Würzburg
- 2001: Ceramics, Rathausgalerie, EPA München (Katalog)
- 2002: LAB, coding and decoding reality, München, Shanghai (Katalog)
- 2003: Chambre d'amis – Das rote Zimmer, in der Ausstellungsreihe “Zimmer frei” vor dem Hotel Mariandl, München.[8]
- 2004–06: imbenge-dreamhouse, Völkerkundemuseum München (Katalog). Museum für Kommunikation Nürnberg, HKW Berlin, Durban, SA
- 2005: Burmester1, Orangerie, Ismaning
- 2006: Schnittmuster – Raumnetze – Tubes, Kunstverein Dachau. Ave Maria, Katholische Akademie Franz-Hitze-Haus, Münster
- 2007–08: imbenge-dreamhouse, African Window Museum, Tshwane. Ave Maria Projekt, Stadtgalerie Altötting (Katalog)
- 2008: Offene Mauern, Burkardusring (mainseits), Schloss Homburg, Homburg am Main
- 2009: Meisterschüler, Museum Maria Bilger, Sommerein, A (Katalog)
- 2010–12: div. Gruppenausstellungen und Messebeteiligungen mit Galerie Pamme-Vogesang, Köln
- 2013: Gefässe, Mehrzweckhalle Berlin (Kuratorin: Claudia Busching).
- 2013: Plakativ Künstlerplakate in Berlin, Atelier Eva Baumert, Singerstraße 1.
- 2013: München zeichnet Galerie der Künstler, (Kuratoren: Wäcker&Graubner), (Katalog)
- 2016: Stelen, Kunstverein Bad Nauheim
- 2016: sit_in, neue Bänke braucht das Land, UBA Dessau
- 2016: repair, eine Installations-Aktion, UBA Dessau
- 2017: Intermezzo II, Galerie Pamme-Vogelsang, Köln
- 2017: Zeiträume, Henninger Art, München
- 2017: Summerspecial, Galerie Pamme-Vogelsang, Köln
- 2017: Kofferpräsentationen, Jahresausstellung des IKG, Mönchengladbach
- 2018: botanics_ein räumliches Gespräch, mit Christina Paetsch, Exgirlfriend Galerie, Berlin
- 2018: eines Morgens vielleicht, DG-Galerie, München
- 2018: mapping, Humboldtforum Treppenhalle im BBR
- 2018: Plakativ – V
- 2018: Republic Genial, IKG Ausstellung Kunstmuseum Bern; Plakat.
- 2018: Summerspecial, Galerie Pamme-Vogelsang, Köln.
- 2019: nomaden salon, Konzept: Nele Ströbel mit V&S und I.Dyckerhoff, Rathausgalerie, München (Katalog)
- 2020: Verdichtungen – ein Stadtgespräch, Ausstellung mit Sybille Rath im Atlantik, München
- 2021: Resilienzen und Verdichtungen in Möbelhaus Kunst, Kunsthaus sans titre e.V. Potsdam, Hortus Conclusus in Langeweile im Paradies, Frauenmuseum, Bonn